# Jérémie Azou
Jeremie Azou (ur. 2 kwietnia 1989 w Awinion) – francuski wioślarz.

## Osiągnięcia
- Mistrzostwa świata juniorów – Amsterdam 2006 – dwójka podwójna – 7. miejsce
- Mistrzostwa świata juniorów – Pekin 2007 – czwórka podwójna – 4. miejsce
- Mistrzostwa świata – Linz 2008 – czwórka podwójna wagi lekkiej – 2. miejsce
- Mistrzostwa świata – Poznań 2009 – dwójka podwójna wagi lekkiej – 2. miejsce
- Mistrzostwa Europy – Montemor-o-Velho 2010 – dwójka podwójna wagi lekkiej – 3. miejsce
- Mistrzostwa Europy – Sewilla 2013 – dwójka podwójna wagi lekkiej – 1. miejsce
- Mistrzostwa świata – Chungju 2013 – jedynka wagi lekkiej – 2. miejsce
- Mistrzostwa Europy – Belgrad 2014 – dwójka podwójna wagi lekkiej – 1. miejsce
- Mistrzostwa świata – Amsterdam 2014 – dwójka podwójna wagi lekkiej – 2. miejsce